# Вътрешни органи
Вътрешните органи (наричани още „вътрешности“, на латински: viscera; на гръцки: splanchnon) са част от организма на човека и животните. Делът от анатомията, който изучава строежа на вътрешните органи, се нарича спланхнология. Делът от медицината, който изучава заболяванията на вътрешните органи, се нарича вътрешни болести.
Повечето вътрешни органи са разположени в телесните кухини – гръдна, коремна и тазова. Някои органи са разположени в шията. Вътрешнте органи, разположени в гръдната и коремната кухина, са покрити от външна слизеста (серозна) обвивка – плевра в гръдната кухина и перитонеум, в коремната.
Според своя хистологичен строеж, вътрешните органи са два вида – паренхимни и тръбести.
Паренхимните органи имат делчест строеж. Те са изградени от външна съединителнотъканна обвивка. Части от нея навлизат във вътрешността на органа и го разделят на дялове, в които плътно се разполага основната тъкан на органа.
Паренхимни органи са: тимусът, белият дроб, черният дроб, панкреасът, далакът, бъбреците, яйчниците, тестисите и всички жлези в организма.
Тръбестите органи са кухи и имат слоест строеж. Вътрешният им слой е изграден от лигавица, средният слой от гладка мускулна тъкан, понякога също хрущяли и съединителна тъкан, а външният им слой е изграден от съединителна тъкан.
Тръбести органи са: глътката, хранопроводът, стомахът, червата, жлъчният мехур, пикочопроводите, пикочният мехур, уретрата, гръклянът, трахеята, семепроводите, яйцепроводите, матката, и влагалището.